# Washington & Jefferson Presidents football
La squadra di football dei Washington & Jefferson Presidents rappresenta il Washington & Jefferson College. I Presidents competono nella National Collegiate Athletics Association (NCAA) Division III e nella President's Athletic Conference. La squadra è allenata da Mike Sirianni e gioca le sue gare interne al Cameron Stadium di Washington, Pennsylvania.
Alcuni giocatori della squadra sono stati premiati come All-American e due di essi, Pete Henry e Edgar Garbisch, sono stati introdotti nella College Football Hall of Fame. Diversi altri giocatori hanno giocato come professionisti, come "Deacon" Dan Towler, Russ Stein e Pete Henry, il quale è stato introdotto nella Pro Football Hall of Fame e nella formazione ideale della NFL degli anni 1920. La squadra è stata allenata da alcuni degli allenatori più celebri della storia del college football, inclusi John Heisman, Greasy Neale e Andy Kerr.

## Storia
Fondata nel 1890, la squadra è diventata ben presto nota per avere un folto pubblico allo stadio e per avere sconfitto diverse squadre importanti. La facoltà e l'amministrazione espressero preoccupazione per la forza della squadra di football e si impegnarono per ridurre l'influenza del professionismo sui giocatori. Durante gli anni dieci del novecento, alcuni giornalisti sportivi suggerirono che i Presidents fossero una delle migliori squadre della nazione. L'apice della storia del programma fu nel 1921, quando i Presidents furono invitati al Rose Bowl, dove affrontarono i nettamenti favoriti California Golden Bears in un pareggio per 0-0. La squadra chiuse la stagione 1921 condividendo il titolo di campione nazionale, assegnato retroattivamente dal Boand System negli anni trenta. Quando il college football sperimentò un'evoluzione negli anni trenta e quaranta, i Presidents dovettero fare largo a programmi più importanti, che erano in grado di offrire borse di studio ai loro giocatori. Nel 1958 la squadra si unì alla nuova NCAA College Division e alla Presidents' Athletic Conference. Negli anni settanta i Presidents divennero membri della NCAA Division III quando la NCAA divise la College Division. Per gli anni ottanta la squadra iniziò a trovare successo in quella situazione, vincendo diversi titoli di conference e qualificandosi regolarmente per i playoff della Division III.

## Titoli nazionali
A Washington & Jefferson è stato retroattivamente assegnato un titolo di campione nazionale da un selettore maggiore della NCAA. La squadra tuttavia non rivendica quel titolo sul suo sito ufficiale.
| Anno | Allenatore   | Selettore     | Record |
| 1921 | Greasy Neale | Boand System+ | 10–0–1 |

+: co-campione con California e Lafayette